# Bois-Arnault

Bois-Arnault este o comună în departamentul Eure, Franța. În 1 ianuarie 2022 avea o populație de 699 de locuitori.